# Niels Versteijnen
Niels Gerardus Versteijnen (* 3. Februar 2000 in Tilburg, Niederlande) ist ein niederländischer Handballspieler, der beim deutschen Bundesligisten TBV Lemgo Lippe unter Vertrag steht.

## Vereinskarriere
Niels Versteijnen wurde im niederländischen Tilburg geboren. Bis zum Jahr 2013 spielte er für den niederländischen Verein White Demons und wechselte dann zu RED-RAG Tachos. Zur Saison 2018/19 wechselte er in die A-Junioren-Mannschaft des Handball-Bundesligisten SG Flensburg-Handewitt in die A-Jugend-Bundesliga (Handball), mit der er Deutscher A-Jugend-Meister wurde.
In der Saison 2019/20 wechselte er in die Profi-Mannschaft der SG Flensburg-Handewitt in die Handball-Bundesliga. Insgesamt lief er in dieser Saison 14-mal auf und erzielte 12 Treffer, davon 9 Siebenmeter. Ab dem 1. Januar 2020 lief Versteijnen für den Zweitligisten VfL Lübeck-Schwartau auf, war jedoch weiterhin per Zweitspielrecht für die SG Flensburg-Handewitt spielberechtigt.
Seit der Saison 2022/23 spielt Versteijen für den TBV Lemgo Lippe.

## Auswahlmannschaften
Versteijnen lief für die niederländische Jugend- und Juniorennationalmannschaft auf. Weiterhin nahm er 2016 an der U16-Beachhandballeuropameisterschaft sowie ein Jahr später an der U17-Beachhandballeuropameisterschaft teil.
Mittlerweile gehört er dem Kader der niederländischen Nationalmannschaft an. Er nahm an der Europameisterschaft 2020 teil. 2023 stand er im Kader für die Weltmeisterschaft und belegte dort den 14. Platz. Er stand im Kader für die Europameisterschaft 2024 und belegte mit den Niederlanden den 12. Platz. Bei der Weltmeisterschaft 2025 warf er 19 Tore in sechs Spielen und belegte mit dem Team den 12. Platz.

## Erfolge
- Deutscher A-Jugend-Meister 2019 mit der SG Flensburg-Handewitt

## Sonstiges
Sein Zwillingsbruder Arjan läuft ebenfalls für die niederländische Nationalmannschaft auf.